# Élections régionales tchèques de 2004
Les élections régionales tchèques de 2004 (en tchèque : Volby do zastupitelstev krajů v Česku 2004) se tiennent du 5 au 7 novembre 2004, afin d'élire les 675 représentants de 13 des 14 régions tchèques (Prague n'est pas concerné).